# Фитнес спортског центра Чаир
Фитнес Спортског центра Чаир  је спортски објекат, за фитнес,  у оквиру комплекса Спортски центар Чаир у Нишу а у згради Базена Чаир.  
Чине га: пријемни део, свлачионице са туш кабинама и ормарићима за гардеробу као и централна просторија за тренинг. Цео простор је климатизован.
У централној просторији су справе за вежбање: справе за боди билдинг, кардио линије машина, траке за ходање, степера, бицикл са наслоном и тегови разне величине. 
У фитнес центру је сталан надзор стручног особља.